# Geoff Britton
Geoff Britton (născut Geoffrey Britton), (n. 1 august 1943, Lewisham, Londra) este un baterist de muzică rock cunoscut pentru activitatea sa cu trupa lui Paul McCartney, Wings din 1974 până în 1975, perioadă în care a apărut pe albumul Venus and Mars. A fost și membru al formației Manfred Mann's Earth Band din 1978 până în 1979 cântând pe albumul Angel Station. În 1977 a fost în "supergrupul" Rough Diamond înregistrând la studiourile Roundhouse din Londra. În 1989 s-a mutat în Spania și a început să cânte în grupul "The Rockets". În 2008 s-a alăturat trupei "The Brink Band".